# ائون‌وه
ائون‌وه (به انگلیسی: Eönwë) یک شخصیت افسانه‌ای در رشته‌افسانه‌های جان رونالد روئل تالکین است. او نخستین بار در چاپ بعدی سیلماریلیون حضور یافت، هرچند شخصیت او مدت‌ها پیش از انتشار اصلی کتاب در سال ۱۹۷۷ وجود داشته‌است.( Eönwë) ارباب مایار پرچم دار مانوه رهبر ارتش والار در جنگ خشم 

## شخصیت
ائون‌وه پرچم‌دار و چاووش مانوه و در کنار ایلماره از سردستگان مایار بود. در سیلماریلیون کریستوفر تالکین در یک بیانیه اضافه کرد که ائون‌وه «بزرگترین جنگاور آردا» بوده‌است؛ این بدان معناست که وی در جنگ با سلاح‌ها و جادو بهترین بوده و لزوماً قوی‌ترین مایا کی در آردا آمده است؛ و این چرایی انتخاب وی به عنوان سردسته ارتش والار است.
هنگامی که ائارندیل به سواحل آمان رسید، این ائون‌وه بود که او را ملاقات کرد. هنگامی که مانوه تصمیم گرفت که درخواست ائارندیل را بپذیرد، ائون‌وه بود که به سرزمین میانی فرستاده شد تا در جنگ خشم مبارزه کند و وانیار را رهبری کند.
هنگامی که والای سقوط کرده، ملکور شکست خورد، ائون‌وه دو سیلماریل باقی‌مانده را از تاج وی برداشت و آن‌ها را برای در امان ماندن در مکانی امن نگهداری کرد.. دو پسر باقی‌مانده فئانور آن سیلماریل‌ها را دزدیده و فرار کردند، اما ائون‌وه اجازه نداد که آن‌ها کشته شوند.
پس از سرنگونی مورگوث، سائورون فرمانده ارشد سابق ارتش تاریک نزد ائون‌وه رفت. سائورون ظاهراً امیدوار بود که «عفو و بخشش» را از طرف ائون‌وه تأمین کند، اما ائون‌وه به خود اجازه نداد که مایایی را کی جز خادمان ملکور بوده  ببخشد، بنابراین او دستور داد تا سائورون به والینور بازگردد تا توسط والار قضاوت شود. در این رویداد، سائورون زمانی که ائون‌وه رفت، در سرزمین میانه پنهان شد. 
اطلاعات
( Eönwë)
ریس( مایار)
قدرتمندترین مایا بعد از مایاها طالارها خل زمان
دسته مایا ارواح( باد آب قدرت)